# Гетерогенний каталіз

Процес каталізу на поверхні Q між водною та органічною фазами

Гетерогенний каталіз (англ. heterogeneous catalysis) — каталіз, в якому каталізатор становить окрему фазу в реакційній системі i найчастіше є твердим тілом. Істотну роль тут відіграють процеси адсорбції i хімічні взаємодії на його поверхні, через що велике значення завжди мають стан і розвиненість поверхні каталізатора.

## Гетерогенний каталізатор
Каталізатор, який знаходиться в іншій фазі, ніж реактанти. Молекулярні частинки реактантів адсорбуються на каталітичній поверхні, де й відбувається реакція.

## Гетерогенний кислотно-основний каталіз
Каталіз, що відбувається на поверхні твердої фази, яка має кислотно-основні центри, де утворюються комплекси реагентів з каталізатором.

## Гетерогенний радіокаталіз
Радіаційний каталіз, що відбувається в гетерогенній системі.

## Гетерогенний фотокаталіз
Фотокаталіз, який відбувається на границі поділу фаз (тверде тіло — рідина, тверде тіло — газ, рідина — газ).

## Гетерогенно-гомогенний каталіз
Пришвидшення реакції, що починається на поверхні каталізатора й продовжується в розчині або в газовій фазі.